# Park Narodowy Whanganui
Park Narodowy Whanganui (ang. Whanganui National Park) – park narodowy położony na Wyspie Północnej w Nowej Zelandii. Obejmuje obszar 742 km², przylegający do rzeki Whanganui.